# Kivi Owenův
Kivi Owenův (Apteryx owenii) je nelétavý noční pták z rodu kiviů, který se endemitně vyskytuje pouze na Novém Zélandu. Před lidským osídlením byl hojně rozšířen po Jižním i Severním ostrově, avšak po příchodu Polynésanů (později známi jako Maorové) a následně Evropanů se počty kiviů začaly rapidně snižovat. Hlavní příčinou rychlého úbytku populace bylo zavlečení predátorů (zejména hranostajů) i kácení původních pralesů. Když ve 2. polovině 20. století druh na novozélandské pevnině vyhynul, byl již hojně rozšířen na ostrově Kapiti. Další dva jedinci byli nalezeni na D'Urvillově ostrově. Od 80. let 20. století byli kiviové Owenovi introdukováni na několik novozélandských ostrovů bez predátorů a reintrodukováni do několika přírodních rezervací na Severním ostrově. Jejich populace se k roku 2020 odhaduje na 1900 jedinců. 
Kivi Owenův vestoje měří pouze kolem 25 cm, což z něj dělá nejmenší druh z rodu kiviů. Jeho peří je velmi jemné a spíše připomíná srst. Většina těla je šedá s bílými skvrnami, které tvoří nepravidelné pruhování. Má poměrně dlouhý tenký zobák, na jehož konci se nachází nosní dírky. Je to silně teritoriální pták a v případě ohrožení dokáže své teritorium agresivně bránit pomocí silných nohou a ostrých drápů. Je poměrně těžké ho spatřit a je častěji slyšen než viděn. Svým výrazným křikem, který je nejčastější první dvě hodiny po setmění, si vymezuje své teritorium, avšak používá ho i ke komunikaci se svým partnerem. 
Žije v norách. Živí se hlavně bezobratlými živočichy a ovocem. K páření dochází brzy z jara, samice klade většinou jen jedno velké vejce, které představuje kolem 15 % její váhy. Inkubační doba trvá okolo 70 dní a na vejcích sedí pouze samec. Mláďata se rodí opeřená a již za několik dní vylézají z nor a začínají si sama hledat potravu. Kivi se může dožít i více než 80 let. Populace kiviů Owenových je ohrožena zejména introdukovanými savci (vedle hranostajů to jsou také psi, fretky, kočky), chřástaly weka a inbreedingem. Problémy způsobují i stále častější období sucha, během kterých se bezobratlí živočichové stahují hlouběji do země a kiviové tak přichází o svůj hlavní zdroj potravy i vody. Světová asociace ochranářských organizací BirdLife International hodnotí populaci jako téměř ohroženou. 

## Nomenklatura

### Dějiny objevu
První vědecky určený druh z rodu kiviů byl kivi jižní, jehož v roce 1813 popsal George Shaw. V následujících desetiletích byl objeven nejméně jeden další druh, a to kivi hnědý. I když bylo do Evropy posláno velké množství kůží kiviů hnědých, druhým formálně popsaným druhem kiviho se stal kivi Owenův. Popsal ho anglický ornitolog John Gould v roce 1847. Gould zahrnul nový druh kiviho do své publikace Birds of Australia spolu s ilustrací Henryho Richtera. Kiviho popsal na základě kůže, kterou mu z australského Sydney poslal sběratel ptáků Frederick Strange. Strange získal kůži od lovců tuleňů z Jižního ostrova.
Gould pojmenoval nový druh kiviho jako Apteryx owenii po britském přírodovědci Richardu Owenovi. V maorštině je kivi Owenův znám jako kiwi pukupuku. V překladu to znamená „kivi s velkým břichem“, což odkazuje ke tvaru kiviho těla, které vypadá jako jeden velký pupek s trčícím zobákem.

### Fylogeneze
Základní fylogeneze kiviů

|  | kivi Owenův  |
|  |              |
|  | kivi Haastův |
|  |              |

|  | \| \| kivi okaritský \| \| \| \| \| \| kivi hnědý \| \| \| \| |
|  |                                                               |
|  | kivi jižní                                                    |
|  |                                                               |
|  | kivi okaritský                                                |
|  |                                                               |
|  | kivi hnědý                                                    |
|  |                                                               |

|  | kivi okaritský |
|  |                |
|  | kivi hnědý     |
|  |                |

|  | \| \| kivi okaritský \| \| \| \| \| \| kivi hnědý \| \| \| \| |
|  |                                                               |
|  | kivi jižní                                                    |
|  |                                                               |
|  | kivi okaritský                                                |
|  |                                                               |
|  | kivi hnědý                                                    |
|  |                                                               |

|  | kivi okaritský |
|  |                |
|  | kivi hnědý     |
|  |                |

|  | kivi Owenův  |
|  |              |
|  | kivi Haastův |
|  |              |

|  | \| \| kivi okaritský \| \| \| \| \| \| kivi hnědý \| \| \| \| |
|  |                                                               |
|  | kivi jižní                                                    |
|  |                                                               |
|  | kivi okaritský                                                |
|  |                                                               |
|  | kivi hnědý                                                    |
|  |                                                               |

|  | kivi okaritský |
|  |                |
|  | kivi hnědý     |
|  |                |

|  | \| \| kivi okaritský \| \| \| \| \| \| kivi hnědý \| \| \| \| |
|  |                                                               |
|  | kivi jižní                                                    |
|  |                                                               |
|  | kivi okaritský                                                |
|  |                                                               |
|  | kivi hnědý                                                    |
|  |                                                               |

|  | kivi okaritský |
|  |                |
|  | kivi hnědý     |
|  |                |

Kivi Owenův se řadí do rodu kiviů a monotypické čeledi kiviovití. Fylogenetické vztahy mezi kivii byly již od jejich objevů předmětem debat. K roku 2020 se formálně rozeznává 5 druhů kiviů ve dvou morfologických skupinách: kiviové hnědí (brown kiwis; kivi hnědý, kivi okaritský a kivi jižní) a tečkovaní (spotted kiwis; kivi Owenův a kivi Haastův).

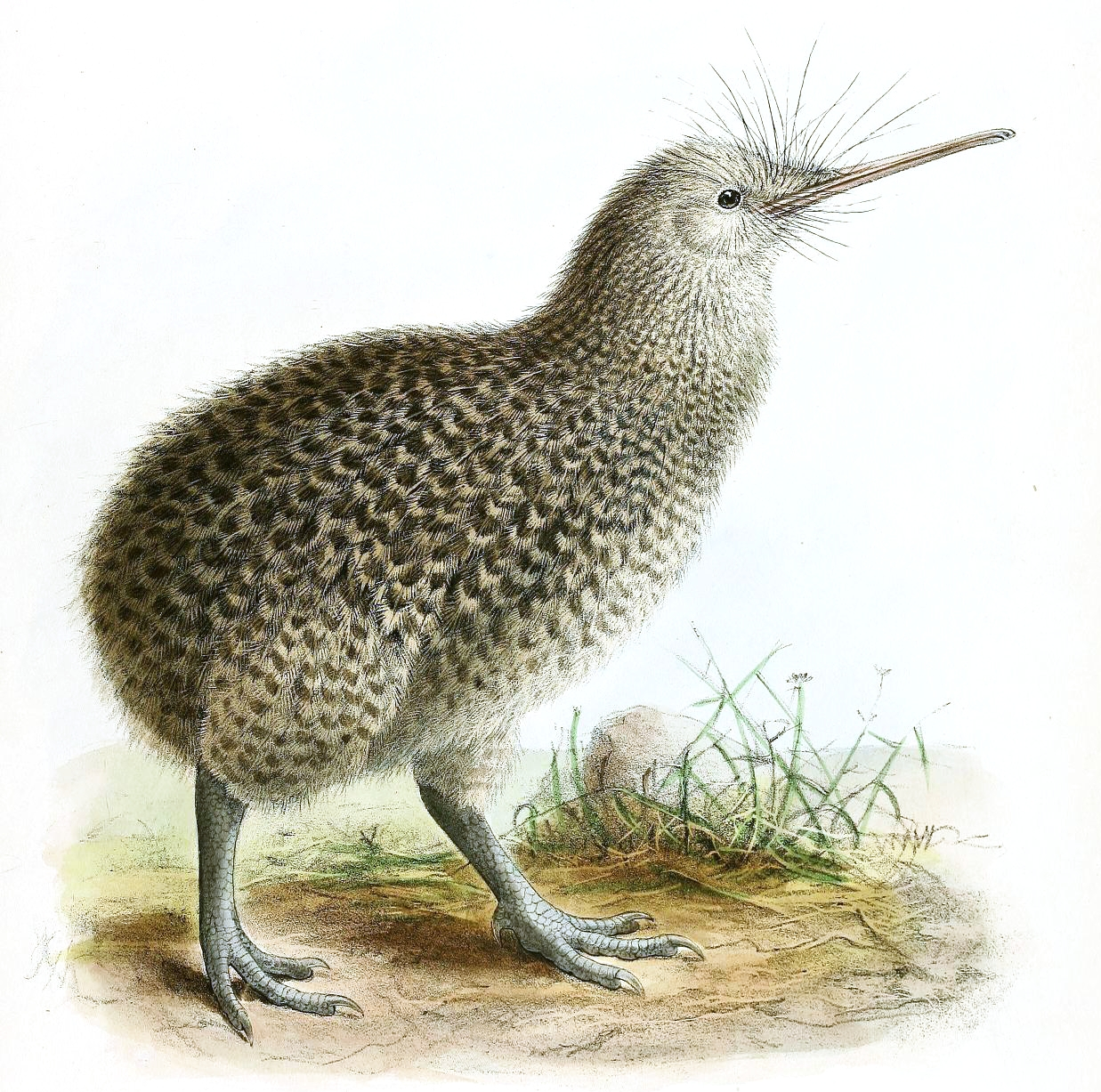
Ilustrace od G.D. Rowleyho z let 1875–1878

Rozsáhlé molekulární analýzy vědců z Torontské univerzity a badatelů z Ministerstva památkové péče publikované v roce 2016 ukazují, že v rámci kiviů existuje nikoliv 5, ale 16–17 geneticky unikátních populací, z nichž 5–6 vyhynulo od příchodu lidí na Nový Zéland. Tato extrémně hustá segmentace nastala následkem dob ledových v posledních 800 000 letech, kdy opakovaný nárůst a ústup ledovců na dlouhou dobu izoloval populace kiviů v hlubokých horských údolích. V rámci kiviho Owenova vědci identifikovali celkem 3 kryptické druhy: (A) z Jižního ostrova, a vyhynulé linie (B) ze severní a (C) jižní části Severního ostrova. Linie B) a C) však nejsou zcela jednoznačné, protože k jejich identifikaci došlo jen na základě dvou fosilních nálezů. Autoři studie nicméně nenavrhli, že by se rod kiviů měl rozdělit do více samostatných druhů. Jeden z autorů studie Jason T. Weit to komentoval slovy „Máme za to, že [námi popsané linie] představují poddruhy, které jsou na cestě stát se samostatnými druhy.“
Podle jiné DNA analýzy je linie kiviů Owenových z jižního cípu Severního ostrova více příbuzná s linií kiviů z Jižního ostrova než ze severní části Severního ostrova. Tento vzorec lze vypozorovat i u kiviů okaritských, jejichž populace z jižních částí Severního ostrova je blízce příbuzná s populací na Jižním ostrově. Vědci to vysvětlují tak, že v dobách ledových byl Severní a Jižní ostrov spojen v jeden celek a Cookův průliv, který odděluje oba ostrovy, vznikl teprve před 0,5 miliony lety. Kiviové se tak mohli mezi oběma ostrovy volně pohybovat.
Nejbližším příbuzným kiviho Owenova je kivi Haastův. Již zmíněná studie z roku 2016 uvádí, že prapředek obou kiviů se začal rozdělovat do dvou linií před 0,27–0,99 miliony lety v souvislosti s ledovcovými pochody. Starší studie DNA z roku 2013 kladou toto rozdělení do mnohem dřívějšího období, a sice 4,3–7,6 miliony lety.

## Popis

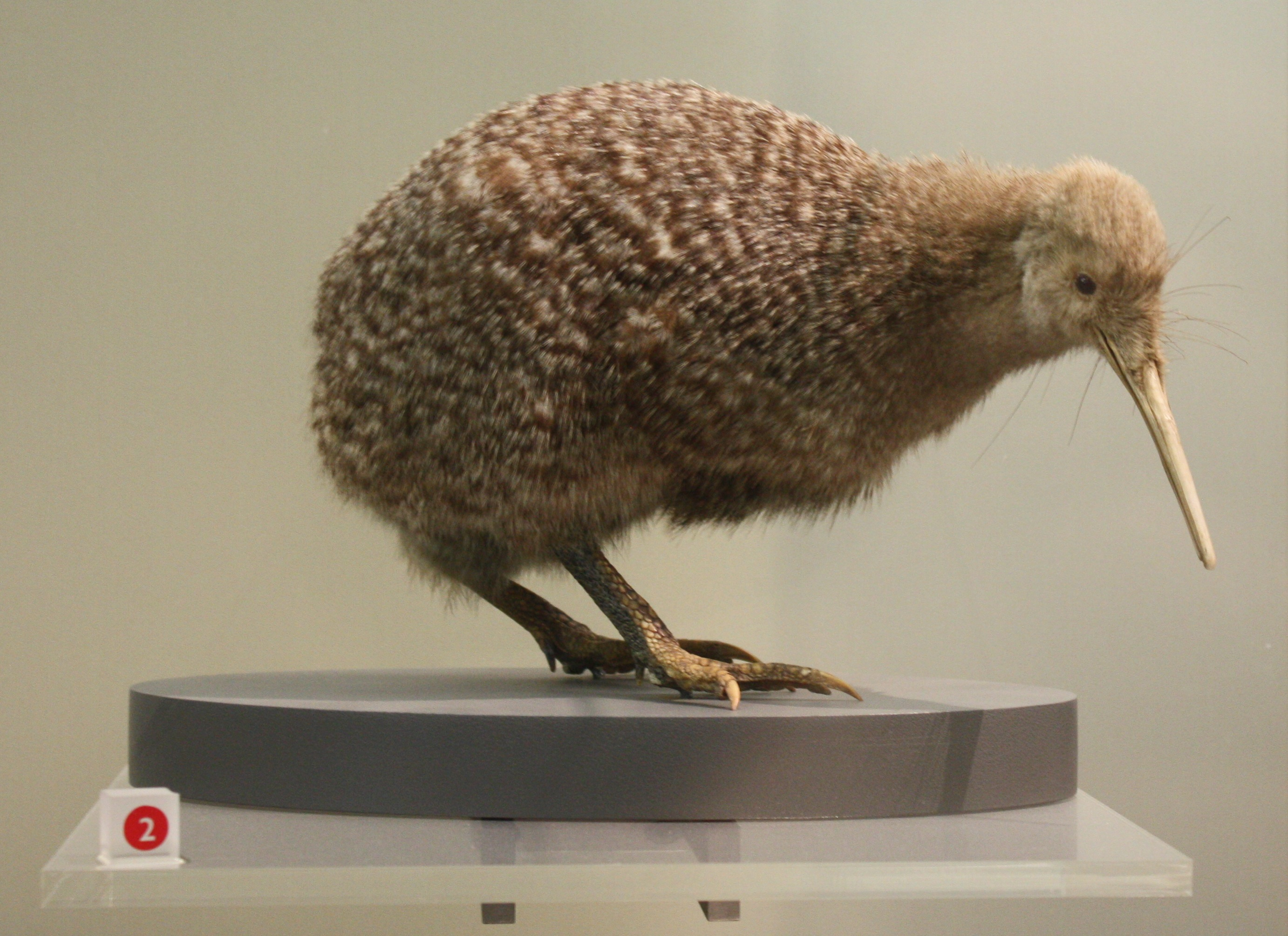
Vycpaný exemplář

Kivi Owenův vestoje měří kolem 25 cm, jeho tělo však dosahuje délky kolem 35–45 cm. Samec váží kolem 1150 g a samice 1350 g. Tyto parametry z něj dělají nejmenšího zástupce kiviů. Tělo je hruškovitého tvaru s malou hlavou a silným krkem. Jemný a mírně zahnutý slonovinový zobák měří u samce 63–72 mm a u samice 75–94 mm. Na jeho konci se nachází nosní dírky. Rod kiviů představuje jediné ptáky na světě s nosními dírkami na konci zobáku. Kořen zobáku je obrostlý několika dlouhými hmatovými vousy. Křídla jsou zakrnělá a schovaná v peří. Silné nohy jsou zakončené třemi velkými prsty směřujícími dopředu a jedním malým zadním prstem. Tři přední prsty disponují silnými drápy, dráp na zadním prstu je menší. Ocas úplně chybí.
Peří kiviho je velmi jemné a spíše připomíná srst. Je šedého zbarvení, od hlavy dolů má na těle bílé skvrny, které tvoří nepravidelné pruhování. Duhovka je tmavě hnědá. Nohy a prsty bývají bílé až růžové, drápy jsou většinou bílé, občas trochu tmavší. Pohlavní dimorfismus je nevýrazný. Samice jsou o trochu větší a těžší než samci a mají o něco delší a více zahnutý zobák. Juvenilní jedincí mají stejné zbarvení jako dospělí, jen jsou o něco menší. Velikosti dospělých jedinců dosahují ve věku asi 18 měsíců.
Na rozdíl od většiny ostatních ptáků, všichni kiviové mají v kostech morek, podobně jako je tomu u savců. Uvádí se, že mají nejnižší bazální metabolický výdej ze všech ptáků.

### Záměna

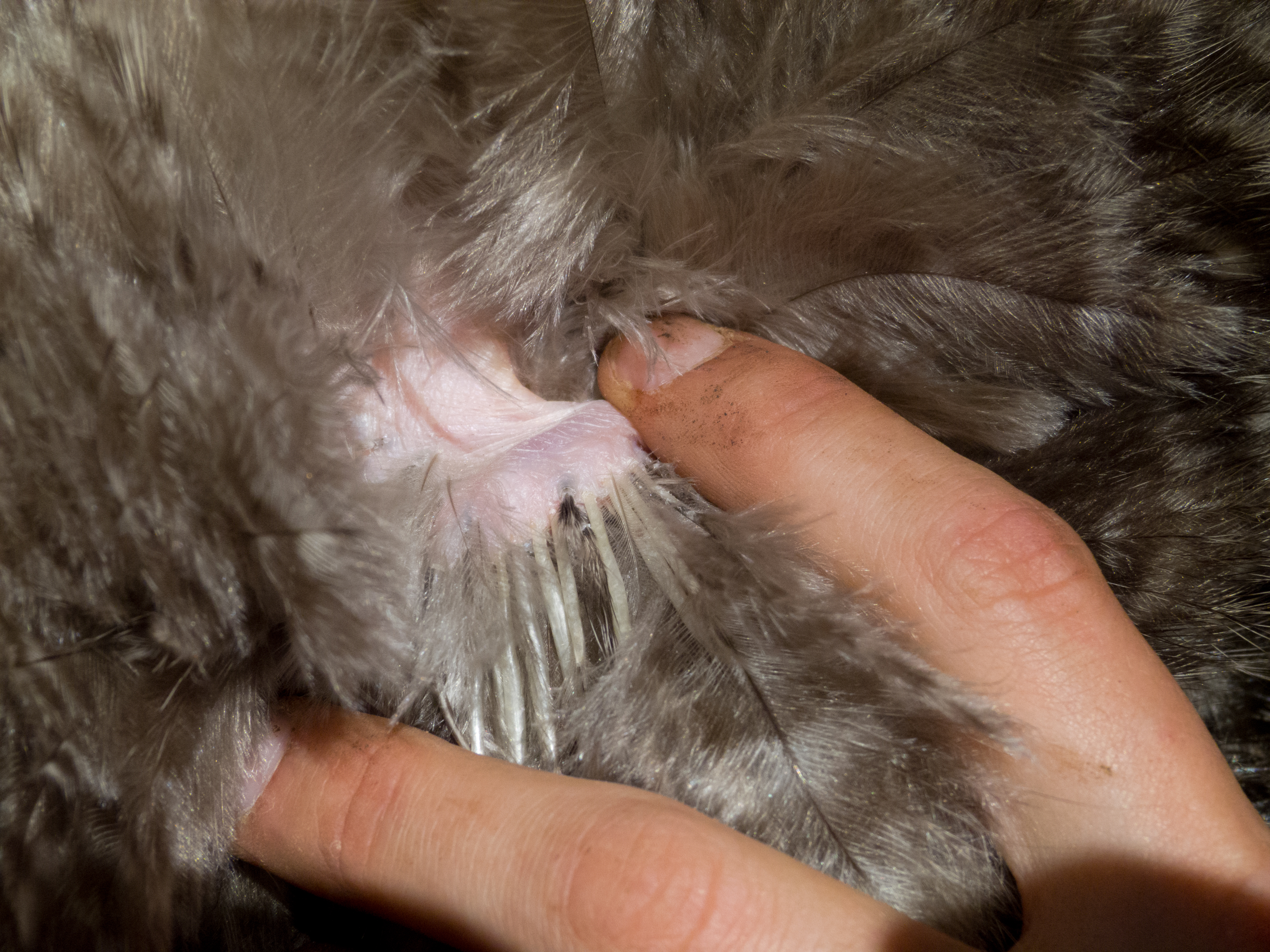
Odhalená zakrnělá křídla kiviů

Záměna je možná snad jedině s ostatními kivii, především s kivii Haastovými. Ti jsou o něco větší a jejich pruhování na zádech je výraznější. Nicméně juvenilní jedinci kiviho Haastova jsou menší a jejich pruhování jé méně výrazné, čímž jsou od dospělých kiviů Owenových prakticky k nerozeznání. K záměně mladých jedinců kiviů Haastových za kivie Owenovy došlo i u některých muzejních exemplářů. Zkušení pozorovatelé mohou oba druhy odlišit podle křiků, který kiviové vydávají během noci.

## Ekologie a chování
Kivi Owenův je noční nelétavý pták. O jeho sexuálním a sociálním chování toho není příliš mnoho známo. Podrobně zkoumat chování kiviů ztěžuje těžko dostupný terén jejich výskytu a skutečnost, že kiviové jsou aktivní především v noci. Existující studie vycházejí především z chování kiviů na ostrově Kapiti.

### Smyslová vnímání

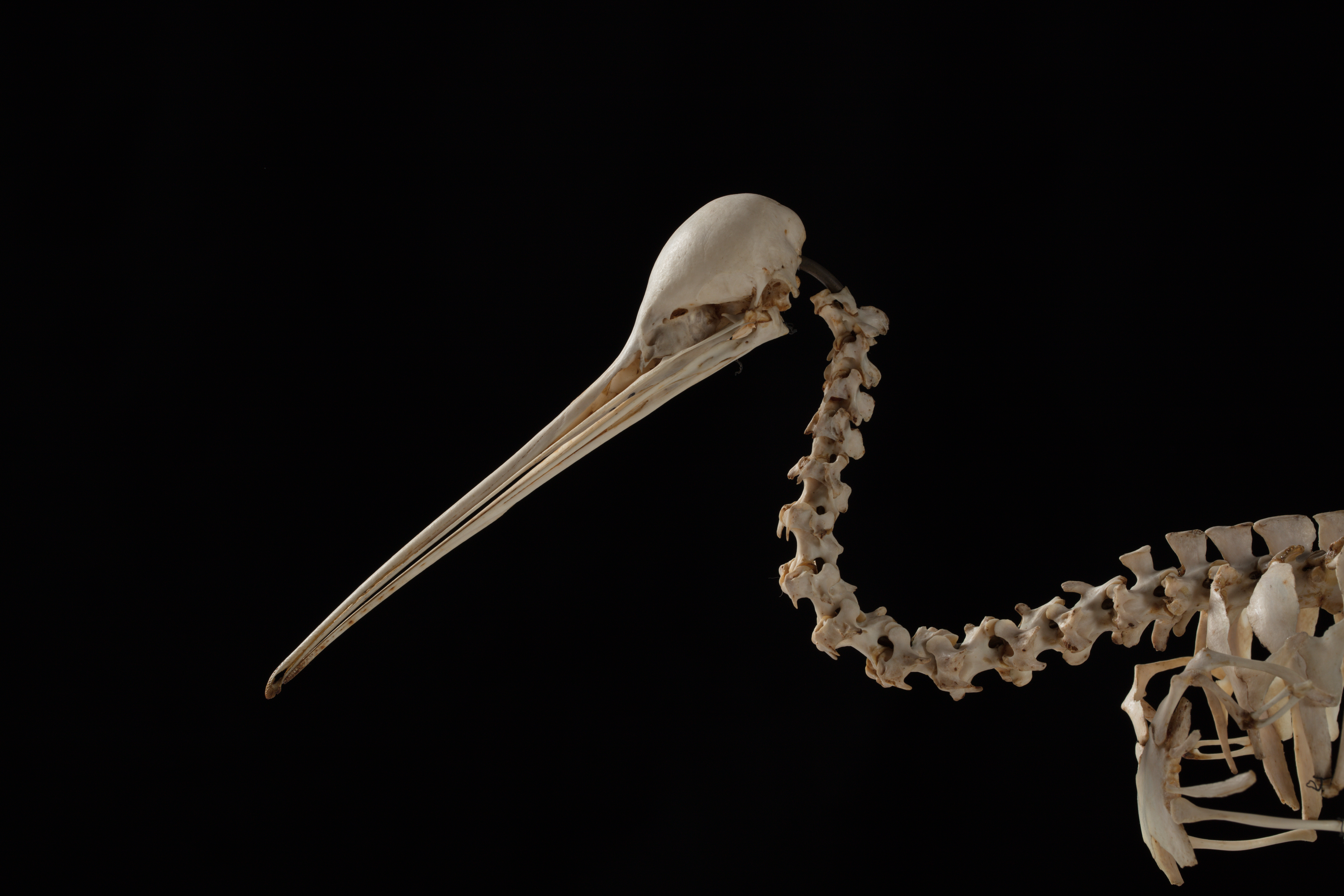
Lebka kiviho

I když má kivi malé oči, ve tmě vidí poměrně dobře. Lze tak usuzovat na základě toho, že v noci dokáže rychle běžet proti případným vetřelcům. Rychlost kiviho běhu je přirovnatelná k rychlosti běhu člověka. Kiviho sluch a čich jsou velmi dobré a klíčové pro orientaci ve tmě.
Počátkem 21. století podnítila ornitoložka Susan Cunningham výzkumy zobáků kiviů a jejich smyslu pro vibrace. Cuningham přišla na to, že kiviům pomáhá při lokaci potravy i další smysl, kterým je schopnost zaznamenávat i sebemenší vibrace způsobené pohybem hmyzu. Kivi vnímá tyto vibrace pomocí mechanoreceptorů umístěných na konci zobáku. Je dokonce možné, že je tento smysl při určování polohy potravy důležitější než čich. Podobný smysl byl popsán i u ptáků z čeledi slukovití. Ti jsou však jen vzdálenými příbuznými kiviů a spíše se bude jednat o příklad konvergentní evoluce.

### Nory a teritoria

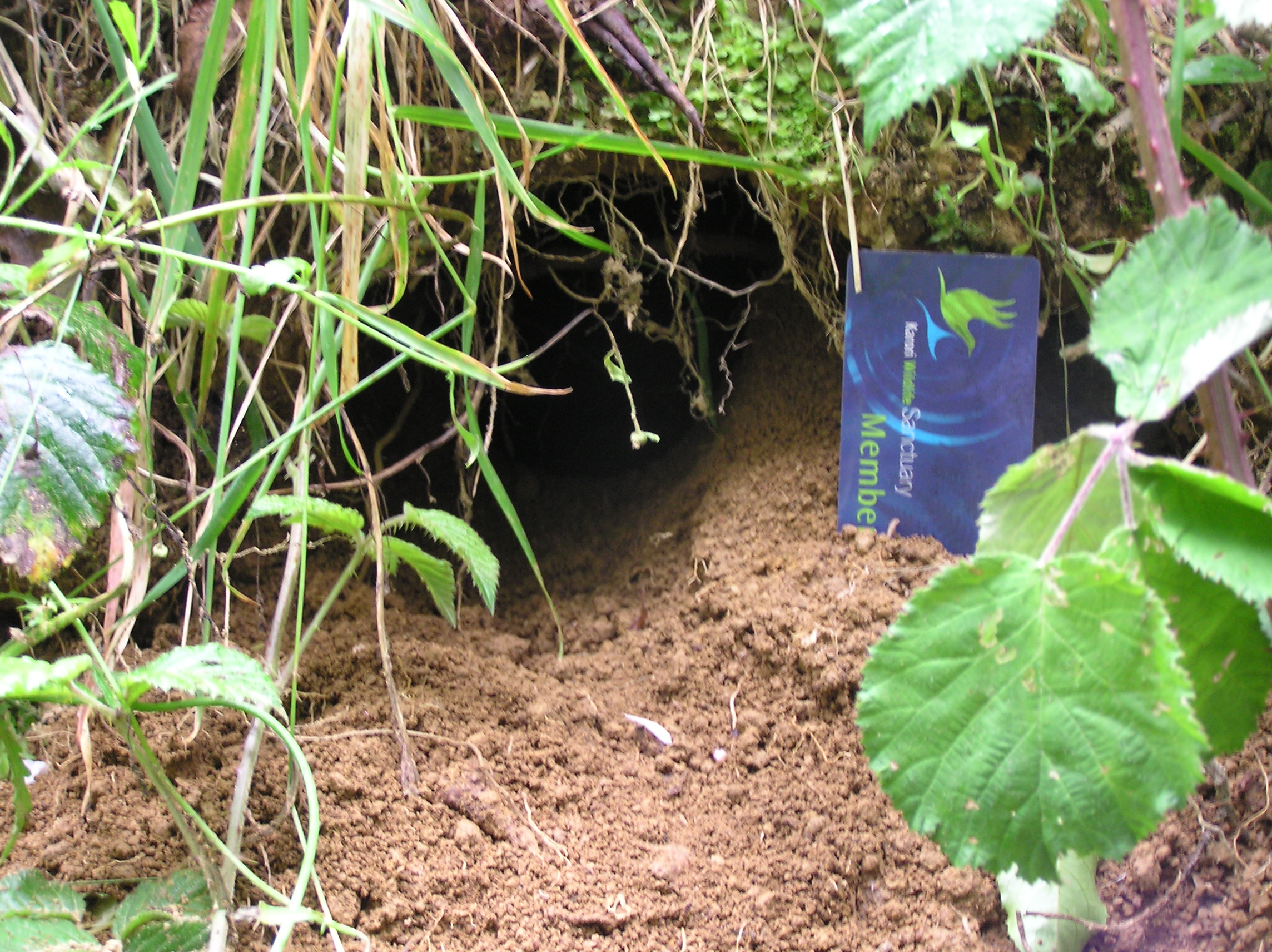
Vstup do kiviho nory v Zealandii

Všechny druhy kiviů jsou vysoce teritoriální. Kiviové Owenovi na svém teritoriu netolerují jiné dospělé ani nedospělé kivie. Svá teritoria dovedou agresivně bránit pomocí silných noh s ostrými drápy. Velikost teritorií bývá 2 až 3 hektary, na ostrově Kapiti to je 1,6 hektaru na jeden pár, což představuje větší hustotu výskytu než u jiných druhů kiviů na pevnině. Pokud nedojde k rozchodu partnerů, pár zůstává na svém teritoriu celý život.
V Zealandii bylo na kameru zaznamenáno, jak kivi zničil hnízdo lejsčíka dlouhonohého. Je možné, že se jednalo pouze o zvědavost ze strany kiviho, avšak jedním z možných vysvětlení je i zavádějící teritoriální agrese. V jiných hnízdech lejčíků totiž bylo nalezeno peří kiviů, které lejsčíci používají pro vystlání svého hnízda. Je tak možné, že napadané hnízdo obsahovalo peří jiných kiviů, které stimulovalo čichové receptory kiviho a dospělý jedinec se rozhodl na lejsčíkovo hnízdo zaútočit.
Kiviové se na noc uchylují do nor. Nejčastěji si je hloubí sami, avšak mohou hřadovat a klást vejce i do husté vegetace, do dutých kmenů tlejících stromů nebo pod kořeny stromů. Každý pár má na svém teritoriu kolem 30 nor, které každý den střídá pokud zrovna samec nesedí na vejci. I když nory mohou být až 2,5 m hluboké, často mívají méně než 0,5 m a občas bývají vejce kladena do „nor” o délce pouhých 0,2 m. Nory někdy bývají vystlány větvičkami a suchými listy.

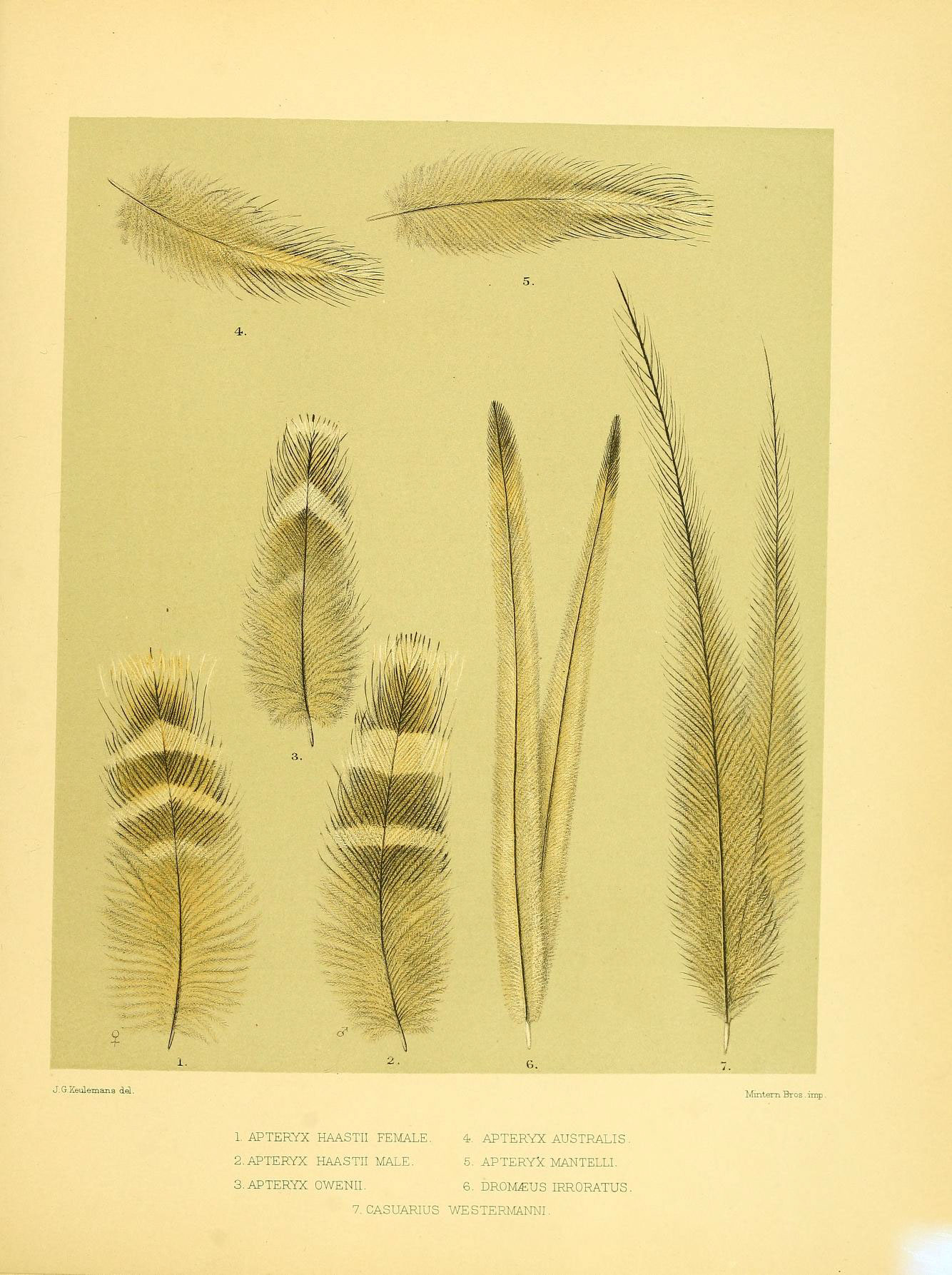
Ukázka peří různých druhů kiviů; peří kiviho Owenova je pod číslem 3

Pár kiviů sdílí kolem 25 % nocí stejnou noru, zbylé noci tráví partneři samostatně. Z nory vylézají těsně po setmění. Před vylezením začnou vydávat vrčivé zvuky, v čemž někdy pokračují i po vylezení z nory, a poté se každý samostatně vydávají hledat potravu.

### Hlasový projev
Všechny druhy kiviů mají výrazný hlasový projev. U kiviho Owenova dochází k vokálnímu projevu nejčastěji první dvě hodiny po západu slunce. Jeho křik je velmi hlasitý a lze jej slyšet i na několik set metrů. Volání jsou nejčastější na podzim a poté počátkem jara, kdy dochází k období páření. Při volání se kivi napřímí, zvedne zobák směrem k nebi a začne vydávat křik.
U volání kiviů existuje poměrně výrazný pohlavní dimorfismus. Hlas samce je vysoce položen, volání zahrnují pouze jednu slabiku ve stoupavém tónu, typicky opakovanou 12–35× během jednoho volání. Samice má níže položený hlas a je v něm patrné chvění. Její projev je o něco delší než u samce.
Oproti většině ostatních ptáků není rozdíl ve volání samce a samice dán velikostí těla ani délkou zobáku. Zatímco samice používá volání především pro udržování kontaktu se svým partnerem, samec pomocí volání dává najevo své teritorium.

### Rozmnožování
Kiviové se začínají pářit počátkem jara. Před pářením si stoupnou těsně vedle sebe, sklíží zobáky a nasměrují je horizontálně nebo směrem dolů. Za občasného mručení přešlapují kolem. Po zhruba 20 minutách dochází k pářícímu aktu.

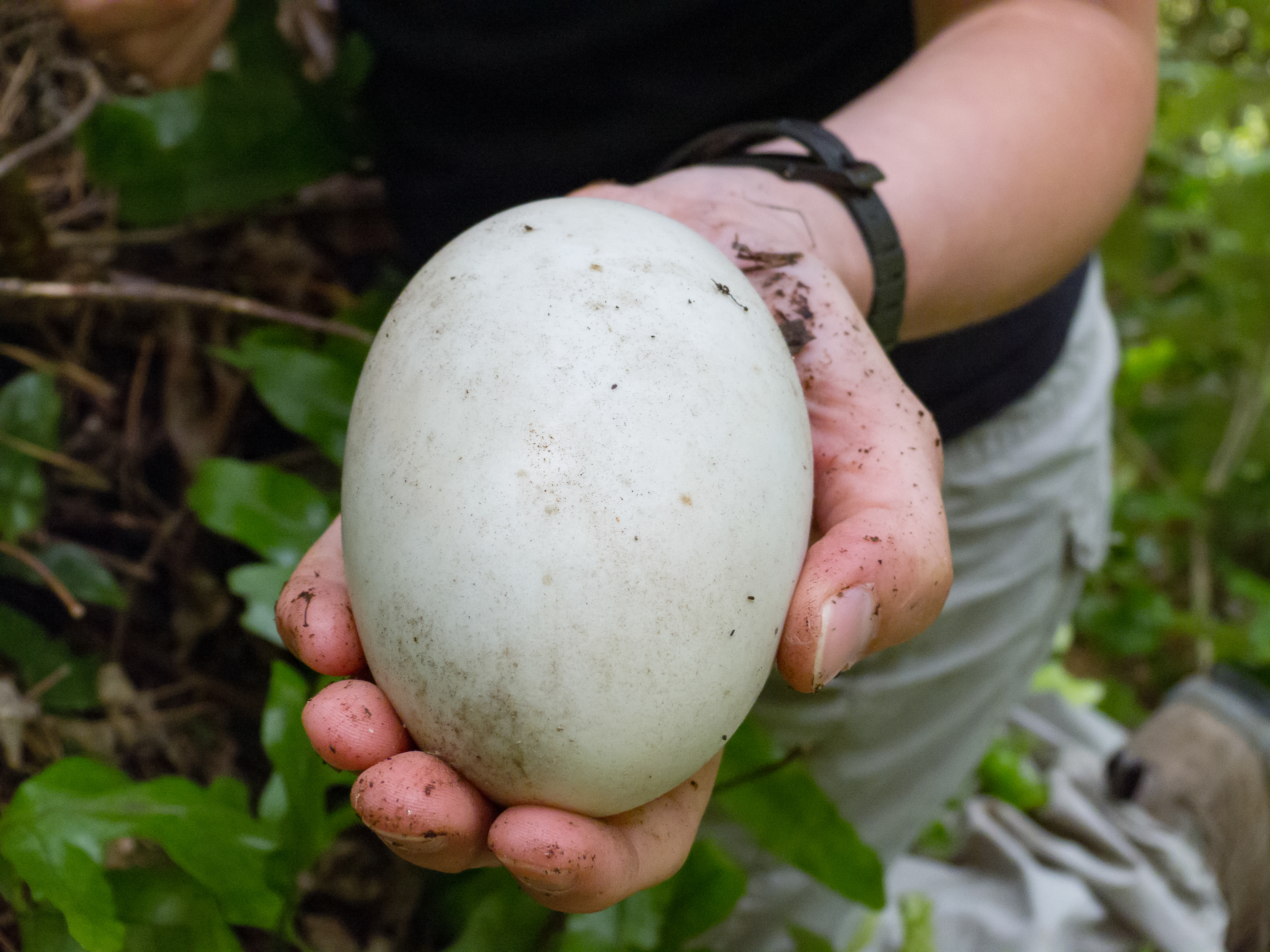
Vejce kiviho Owenova

Ke snůšce dochází od počátku září do prosince, typicky už v září. V dalších měsících dochází hlavně k náhradním snůškám, tzn. pokud předchozí snůška z jakéhokoliv důvodu selže. Ve snůšce bývá jedno až dvě oválná vejce bílé barvy, občas se zeleným nádechem. Pokud samice klade dvě vejce, je mezi kladením 2–3 týdenní interval. Vejce je totiž tak velké, že tělo samice dokáže současně vyprodukovat pouze jedno. Vejce má rozměr kolem 110×70 mm a váží až 300 g. Samice může před kladením vajec přibrat až půl kilogramu a její váha může stoupnout až na 1900 g. Podobně jako u ostatních kiviů je vejce neobvykle velké. Poměr velikosti vejce k velikosti těla je u kiviovitých jeden z největších ze všech ptáků.
Jakmile samice naklade vejce, samec je začne inkubovat. Někdy se stane, že samec zrovna není v době kladení nablízku a tak první den až dva je vejce bez dozoru. Inkubační doba trvá kolem 70 dní, což je ve srovnání s ostatními ptáky velmi dlouho. Samec sedí na vejcích v průměru 14 a maximálně 21 hodin denně; zbylý čas se věnuje krmení. Před opuštěním nory samec někdy zamaskuje vchod vegetací. V době, kdy je samec venku z nory, je vejce ponecháno v noře bez dozoru. Občas samec opustí hnízdo na celou noc. Během doby, kdy samec neinkubuje, teplota vejce razantně klesne. Pokles teploty je patrně důvod, proč je inkubační doba tak dlouhá.

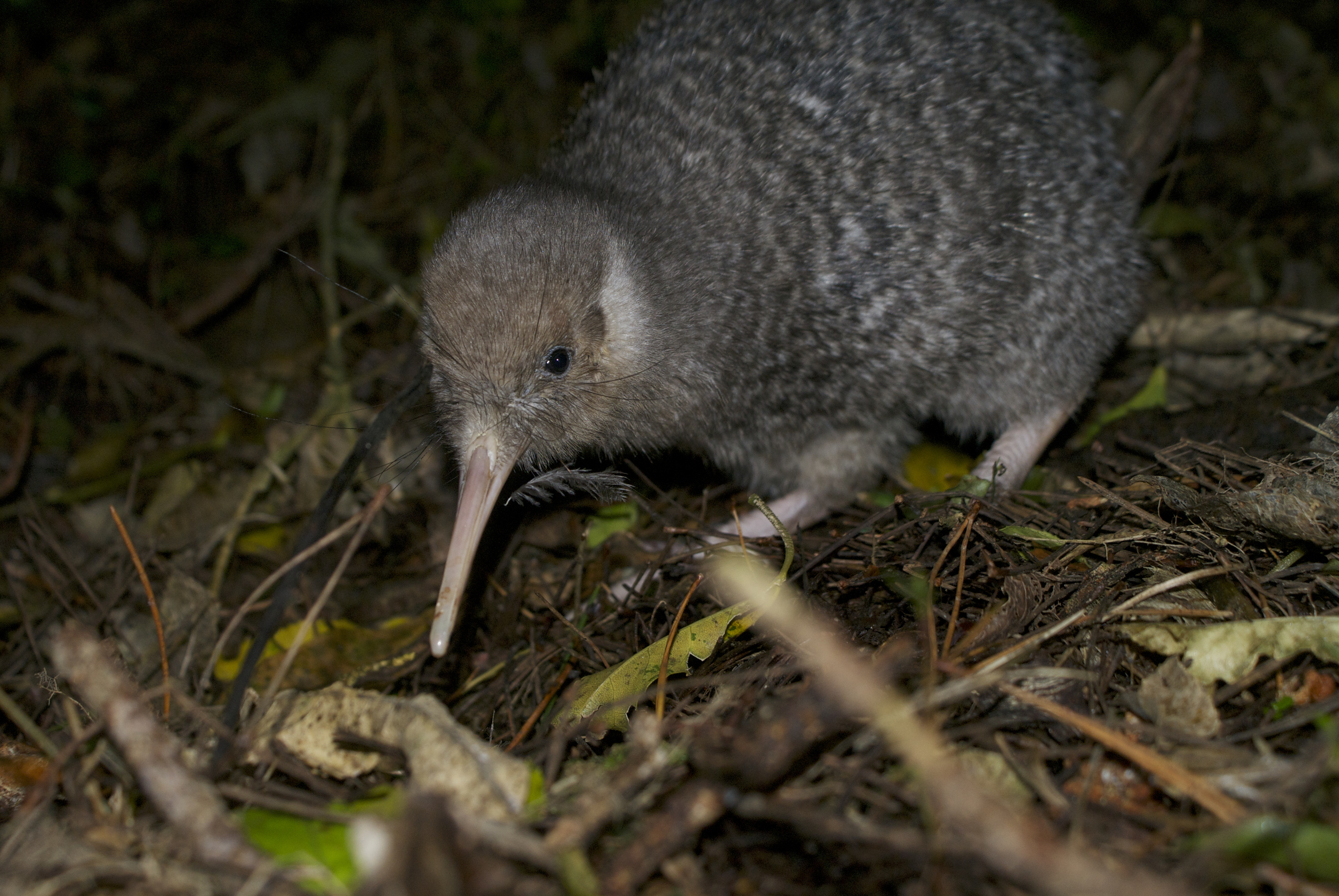
Juvenilní jedinec

Mláďata se líhnou opeřená a plně samostatná. Váží okolo 150 g a jejich zobák bývá kolem 38 mm dlouhý. Prvních několik dní zůstávají v hnízdě a krmí se ze žloutku, kterého kiviho vejce obsahuje extrémně velké množství (u většiny ptáků představuje žloutek 35–40 % obsahu vejce, u kiviovitých to je až 65 %). Zhruba po pěti dnech mláďata vylézají z nory a ihned si začínají sama shánět potravu. Rodiče je ani v nejranějším věku nekrmí. První tři týdny po vylíhnutí nocují mláďata společně se svým otcem v noře, kde se narodila. Večer opouští noru před odchodem samce a vrací se po východu slunce až po návratu samce. Zhruba po třech týdnech sdílení nory ji samec opustí jako první, a mládě stráví poslední noc v mateřské noře samotné a poté ji také opouští a začne si hledat vlastní nory.
V následujících 6–9 měsících zůstávají mladí jedinci na teritoriu svých rodičů, i když nocují a hřadují ve vlastních norách. Poté se vydávají hledat vlastní teritoria. Pohlavní dospělosti dosahují okolo 30 měsíců od narození, i když občas utváří páry ještě před dosažením dospělosti. Kiviové žijí v dlouholetých monogamních svazcích.
Průměrná očekávaná délka života je 45 let, avšak kiviové se mohou dožít až 83 let.

### Potrava

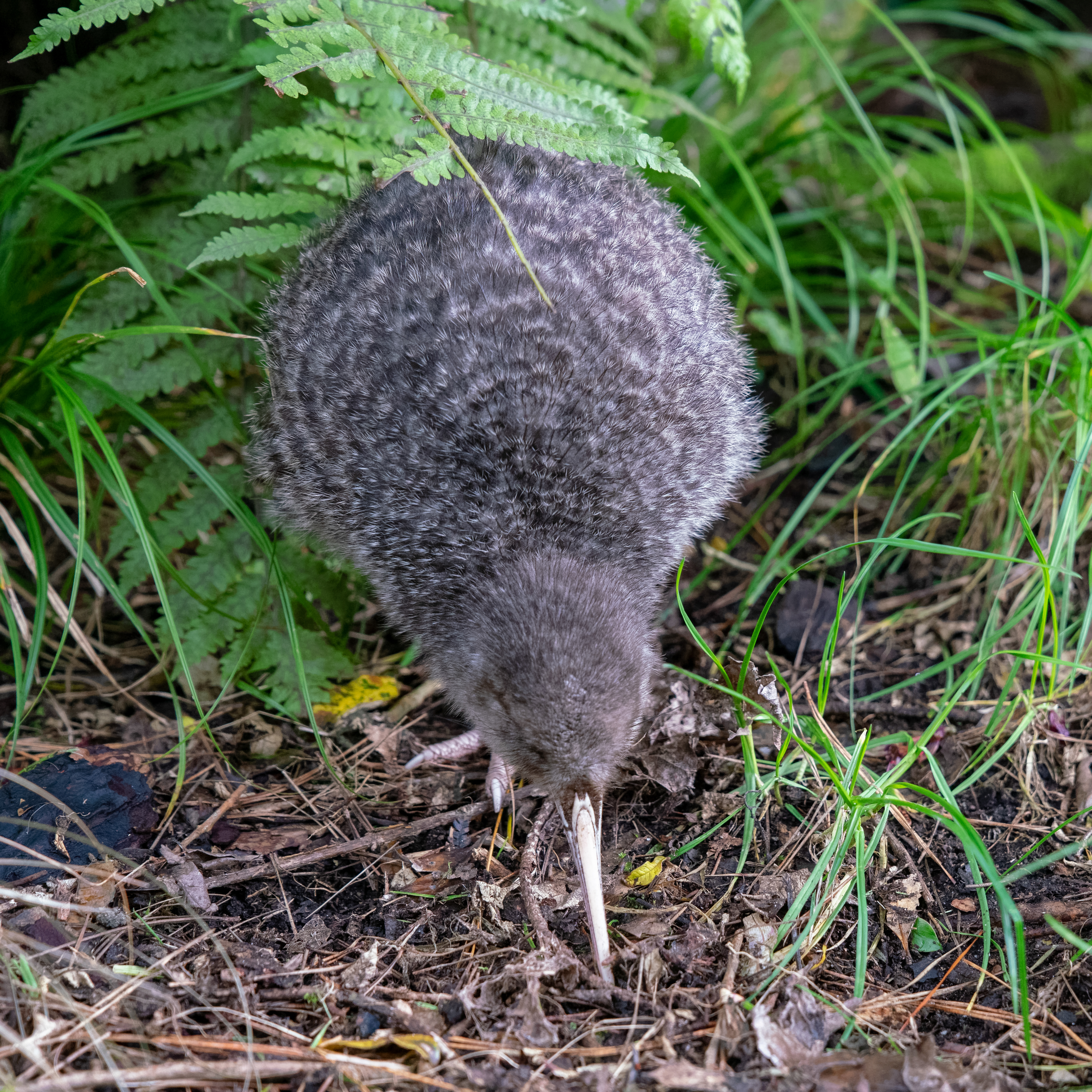
Při hledání bezobratlých živočichů kiviové zapichují do země svůj zobák a pomocí vibrací a čichu zkoumají přítomnost hmyzu

Kivi je všežravec. Živí se především bezobratlými živočichy, které hledá v zemi svým tenkým zobákem. Potravu doplňuje ovocem. Analýza kiviho trusu ukázala, že nejčastější potravou jsou žížaly, larvy vrubounovitých, stonožky, larvy tiplicovitých a pavouci. K dalším častým pokrmům kiviů patří dospělí brouci, wety, cikády a mnohonožky. Z ovoce pojídají především bobule mastnoplodu Elaeocarpus dentatus. V trusu byly nalezeny i výtrusnice kapradin, které jsou v novozélandských lesích velmi hojné. Nebylo však možné určit, zda kiviové pozřeli výtrusnice záměrně, či je sezobli spolu s jinou potravou.
Potravu hledají tak, že v přikrčené pozici pomalu vykračují lesem. Neustále přitom zapichují do země své dlouhé zobáky a hlasitě čuchají po bezobratlých živočiších či vnímají jejich vibrace. Zobák tak používají jako jakousi sondu.

## Rozšíření a populace
Před lidským osídlením Nového Zélandu byl kivi Owenův jeden z nejrozšířenějších, ne-li nejrozšířenější druh kiviů. Lze tak usuzovat na základě fosilních nálezů napříč oběma ostrovy. S příchodem Polynésanů (později známi jako Maorové) ve 14. století se situace začala rapidně proměňovat. Nadměrný lov, vypalování původních pralesů a zavlečení psi způsobili, že na Severním ostrově byli kiviové v době příchodu Evropanů na přelomu 18. a 19. století takřka vyhynulí. Na Jižním ostrově byli v té době ještě hojně rozšíření. Když byli v polovině 19. století na Nový Zéland zavlečeni hranostajové, představovali pro ně kiviové snadnou kořist a začali rychle mizet.
| Rok  | Odhad celkové populace |
| ---- | ---------------------- |
| 1980 | 1000                   |
| 2000 | 1150                   |
| 2008 | 1500                   |
| 2013 | 1700                   |
| 2020 | 1900                   |

V 80. letech 19. století byly odchyceny jediné známé dva exempláře ze Severního ostrova, od té doby je kivi na Severním ostrově považovaný za vyhynulého. Na Jižním ostrově přežil o něco déle, i když data rychle mizející populace jsou jen sporadická. Situaci komplikuje to, že pozorování kiviů Owenových mohla být zaměněna za nedospělé jedince kiviů Haastových. Od 50. let 20. století je evidováno pouze několik pozorování kiviů na Jižním ostrově, jedno z posledních v roce 1978. V roce 1993 byli na Západním pobřeží nalezeni dva hybridové kiviho okaritského a kiviho Owenova, což znamená, že přinejmenším několik jedinců kiviů Owenových přežilo na Jižním ostrově až do 90. let. Ministerstvo památkové péče však považuje kivie Owenovy na obou ostrovech za vyhynulé.
Někdy v 10. nebo 20. letech 20. století byla skupina několika kiviů Owenových přemístěna na ostrov Kapiti. V následujících desetiletích se začali úspěšně množit a v 80. letech populace čítala okolo 1000 jedinců. Vedle ostrova Kapiti byli dva jedinci nalezeni i na D'Urvillově ostrově v Malborough Sounds. Intenzivní výzkum populace na ostrově Kapiti v prvních 5 letech 80. let dal vědecký základ introdukčním i reintrodukčním programům v následujících letech.
Jelikož se nenašly dobové doklady o přemístění kiviů na ostrov Kapiti, není zcela jasné, kdy a jak se tam kiviové dostali. To dalo vzniknout spekulacím, že kiviové se na ostrově Kapiti vyskytují přirozeně. Ostrov se sice nachází asi 5,5 km od novozélandské pevniny, nicméně ještě koncem poslední doby ledové, která skončila někdy před 12 tisíci lety, byl ostrov propojen s pevninou. Pro tuto teorii nicméně neexistuje dostatek podkladů. Navíc by to znamenalo, že by populace kiviů na Kapiti přežila poměrně dlouhou dobu maorského osídlení, vypalování a kácení lesů na většině ostrova i několik pokusů o založení farem.

### Pobřežní ostrůvky bez predátorů
K roku 2017 byl kivi Owenův rozšířen na 8 menších ostrovech, kam byl introdukován, a 3 místech na novozélandské pevnině, kde byl reintrodukován. Jednalo se o následující ostrovy:

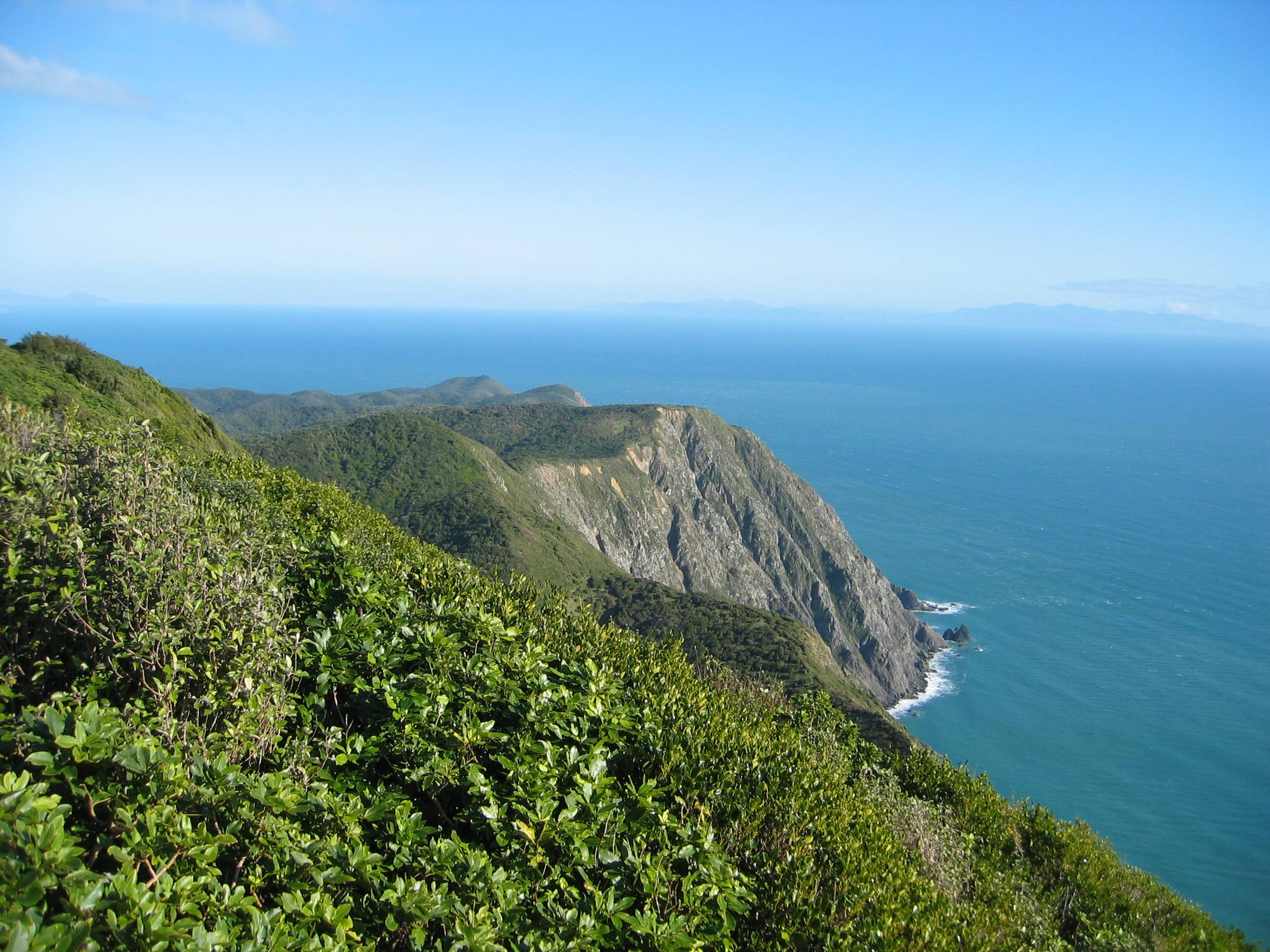
Ostrov Kapiti, výspa populace kiviů

- Kapiti – tento ostrov zůstává výspou kiviů a většina současné populace se nachází tam. Ostrov má okolo 20 km² a leží asi 5 km od západního pobřeží Severního ostrova. Počet kiviů se odhaduje na 1200.[48]
- Red Mercury – v roce 1983 tam bylo přemístěno 6 párů kiviů z ostrova Kapiti. Ve snaze rozšířit genetickou diverzitu populace tam bylo v následujících letech přemístěno dalších 10 jedinců. Celkový počet kiviů se v roce 2017 odhadoval na 60–70.[49]
- Hen – 38 kiviů z ostrova Kapiti dalo v letech 1988–1989 základ populaci ostrova Hen nedaleko Aucklandu.[41] K roku 2014 populace čítala kolem 50 ptáků.[33]
- Long – v 80. letech tam bylo přemístěno několik kiviů z ostrova Kapiti a z D'Urvillova ostrova.[41] I když populace vzrostla k roku 2017 na přibližně 50 jedinců, populace je silně ohrožena inbreedingem, protože v jejím základu stojí pouze jeden pár kiviů.[50]
- Tiritiri Matangi – mezi lety 1993–1995 bylo na Tiritiri Matangi introdukováno 7 párů kiviů. K roku 2017 bylo odhadováno, že se na ostrově nachází 60–80 ptáků. Kiviové na ostrově představují jednu z nejméně geneticky rozmanitých ptačích populací na světě.[51]
- Motuihe – na tento malý ostrov u Aucklandu bylo v roce 2009 vypuštěno 15 kiviů.[52]
- Chalky – v letech 2008/2009 bylo na ostrov Chalky převezeno okolo 40 jedinců z ostrova Kapiti. Jednalo se o první reintrodukci do oblasti Fiordlandu, kde byli kiviové v minulosti hojně rozšíření.[53]
- Anchor – na tento ostrov ve fjordu Tamatea / Dusky Sound přemístil Richard Henry na přelomu 19. a 20. století skupinu kiviů, kteří však byli vyhubeni poté, co se na ostrově rozšířili hranostajové. V roce 2015 bylo na Anchor přemístěno 20 kiviů.[54]

### Hlavní ostrovy

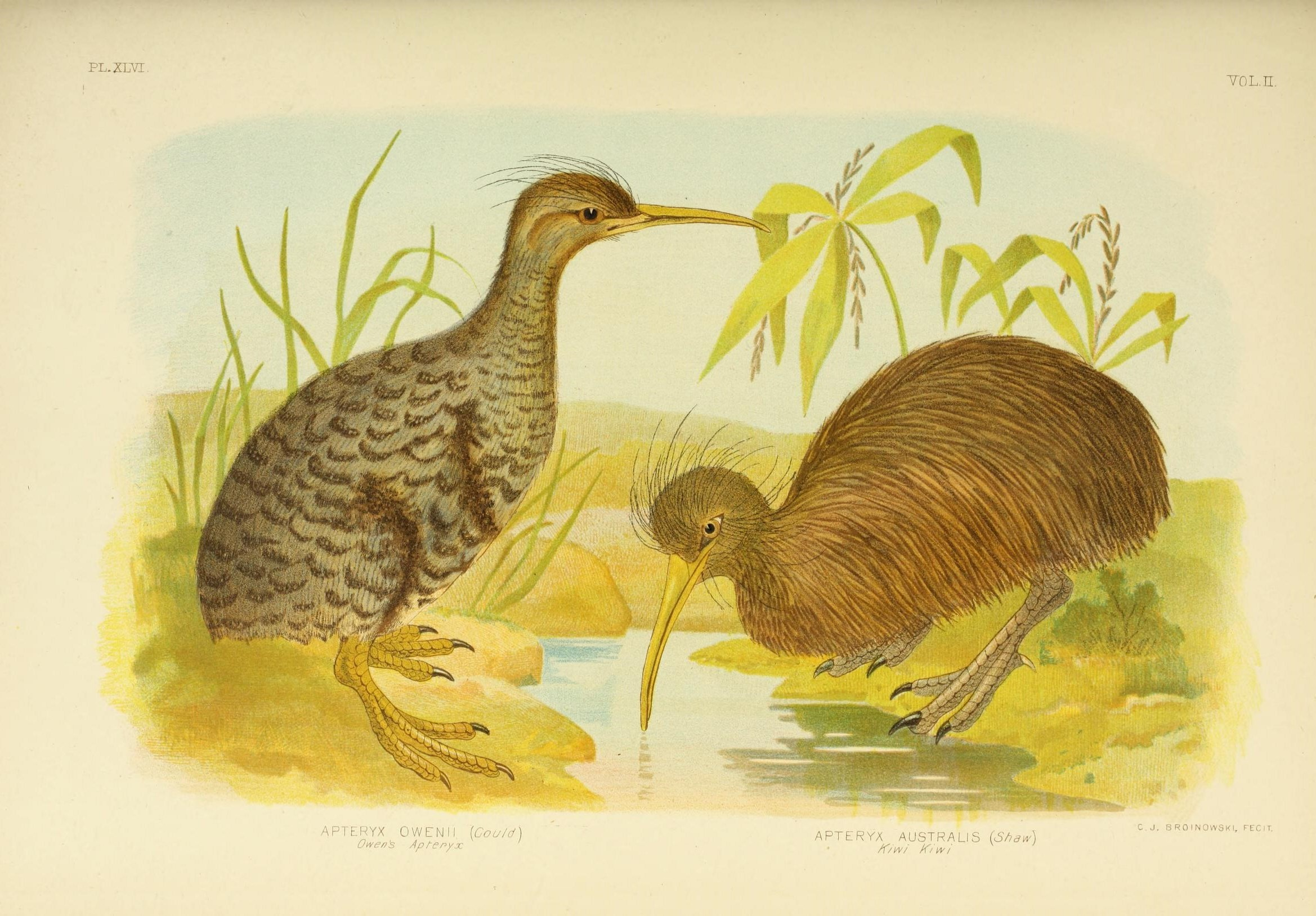
Ilustrace kiviho Owenova (vlevo) a kiviho jižního (The birds of Australia, 1890)

Kivie Owenovy lze na hlavních ostrovech spatřit na následujících místech:
- Zealandia – tato wellingtonská rezervace je první městská kompletně oplocená rezervace na Novém Zélandu. Rozloha rezervace je 225 hektarů. Od založení rezervace v roce 2001 tam bylo reintrodukováno 20 druhů novozélandských zvířat (vesměs ptáků, ale i např. plazů).[55] V letech 2000–2001 bylo do Zealandie převezeno 40 kiviů z ostrova Kapiti. V roce 2010 byla celková populace odhadována na 100 jedinců, k roku 2020 se jednalo o 140 kiviů.[56]
- Cape Sanctuary – soukromá přírodní rezervace u mysu Kidnappers v Hawke's Bay. V roce 2016 tam bylo přemístěno 20 kiviů z ostrova Kapiti.[57] Ptáci se v rezervaci úspěšně páří.[58]
- Shakespear Open Sanctuary – přírodní rezervace o rozloze 500 hektarů na poloostrově Whangaparaoa nedaleko Aucklandu. V letech 2017–2018 tam přemístěno 40 kiviů z ostrova Kapiti a z ostrova Tiritiri Matangi.[59][60]

### Biotop
Původně se kivi Owenův vyskytoval především ve vlhkých oblastech Jižního ostrova s vysokým množstvím srážek, jako je Západní pobřeží, Southland a Tasman. Jeho habitat byl rozšířen od pobřežních oblastí až do hornatých poloh do 1000 m n. m. Typický biotop kiviů v minulosti tvořily stálezelené původní pralesy a oblasti s hustou vegetací.
Na ostrově Kapiti jsou kiviové hojně rozšíření po celé ploše ostrova. Obývají starší listnaté lesy tvořené stromy jako Beilschmiedia tawa a Dysoxylum spectabile i mladší kanukové lesy a porosty s převládající rostlinou Pseudopanax arboreus z čeledi aralkovitých. Mladší lesy rostou v místech, kde došlo počátkem 20. století k vypálení a vykácení starší lesů. Kiviové na Kapiti obývají i travnaté části ostrova.

## Ohrožení
Hlavní ohrožení všech druhů kiviů představují hranostajové a kočky. Nedospělí jedinci jsou ohroženi především ze strany psů a fretek. Zatímco u ostatních populací kiviů jsou zranitelná především mláďata a juvinelní jedinci, kiviové Owenovi představují kvůli své malé velikosti snadnou kořist i v době dospělosti. Introdukovaní predátoři společně se ztrátou habitatu způsobili vyhynutí kiviů Owenových na obou hlavních ostrovech.
Kusu liščí, potkani ani krysy nepředstavují pro kivie Owenovy významné predátory. Při laboratorním pokusu bylo prokázáno, že ani vyhladovělý potkan se nedokáže prokousat skrz skořápku kiviho vejce.

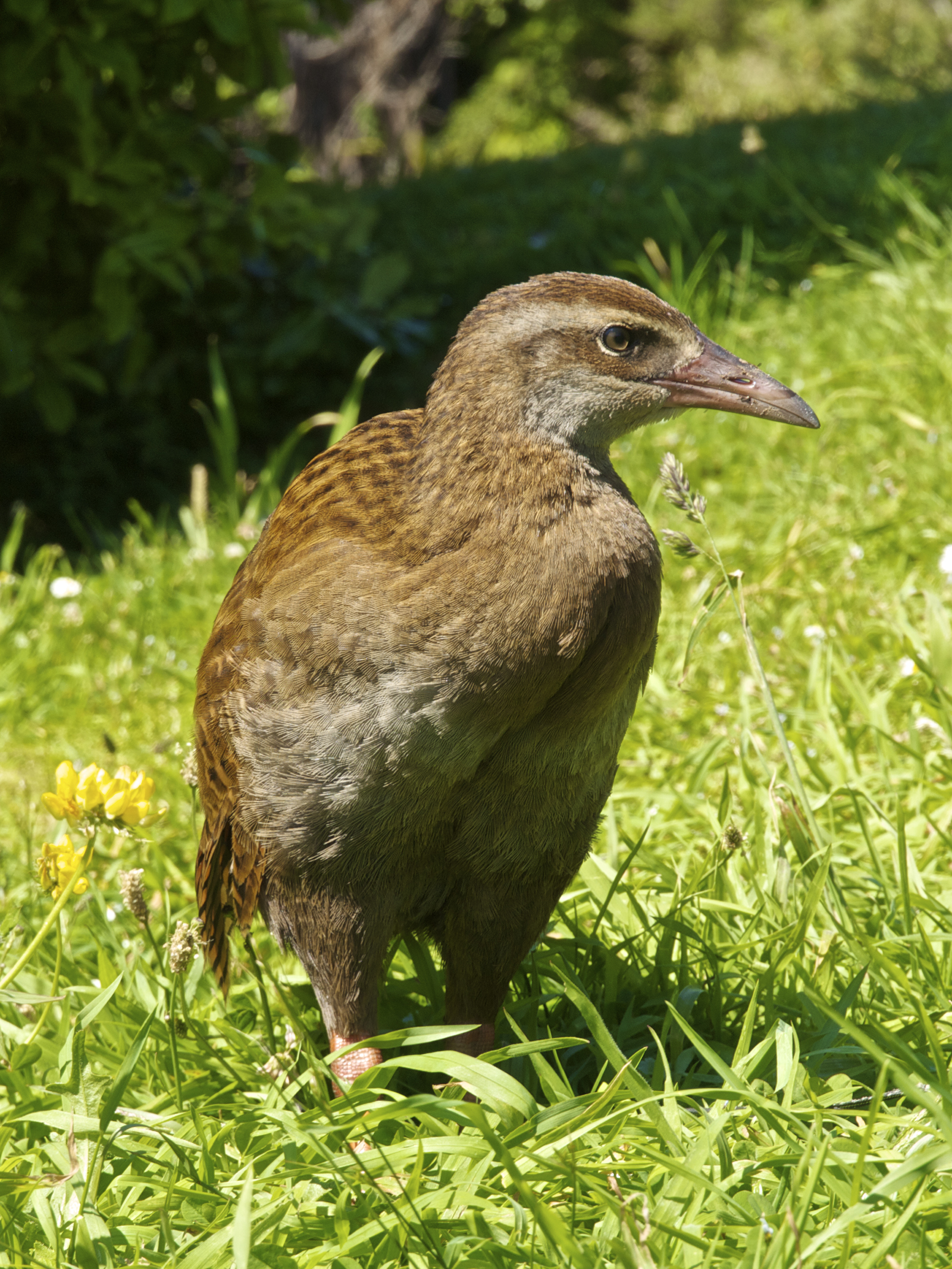
Chřástal weka, významný predátor kiviho vajec na ostrově Kapiti

Vedle introdukovaných predátorů je predátorem kiviů Owenových jiný novozélandský nelétavý pták chřástal weka. J. N. Jolly prováděl počátkem 80. let na ostrově Kapiti pětiletý výzkum, během kterého pozoroval 12 párů kiviů, jejichž až dvě třetiny vajec byly zničeny chřástalem wekou. Podle Jollyho napadá chřástal weka vedle vajec i živá mláďata. Z jeho výzkumu vyplynulo, že zejména z důvodu predace chřástalů připadá na 1 pár kiviů v průměru pouze 0,08 vyvedených mláďat za rok a že poměr juvenilních jedinců k dospělým je extrémně nízký a populace kiviů je tím pádem na ústupu.
Tyto závěry rozvířily mezi místními vědci poměrně rozsáhlou debatu. I. Atkinson a P. Daniel nejdříve upozornili na to, že lidská aktivita kolem nor kiviů mohla chřástaly weky k hnízdům přilákat ve větší míře než obyčejně a Jollyho závěry tak zkreslit. R. Colbourne dále poukázal, že Jolly nepoužíval při sčítání populace vždy psa, který je naprosto zásadní pro lokaci mladých jedinců, kteří jsou za tmy velmi tiší a nenápadní, a řada mladých jedinců tak mohla Jollymu při sčítání uniknout a výsledný poměr zkreslit. Sám Colbourne našel v populaci kiviů 35 % juvinelních jedinců, tedy až šestkrát více než Jolly.
Na Colbournův argument o nutnosti psa argumentoval Jolly tím, že psi inklinují ke stopování juvenilních jedinců, protože mladí kiviové nehřadují v tak hlubokých norách jako dospělí. Pokud se při sčítání kiviů spoléhá pouze na psa, bude výsledný poměr populace juvenilních jedinců k dospělým větší než ve skutečnosti. Colbourne reagoval článkem, ve kterém vyvracel tvrzení o tom, že dospělí jedinci hřadují v hlubších norách. Colbourne dále vypověděl, že během Jollyho výzkumu bylo u nor pozorovaných kiviů rozmístěno množství techniky (kamery, infračervený detektor, kabelová spojka, světlo) a chřástalové byli dokonce zachyceni na kameru, jak tyto zařízení prozkoumávají. I přes to, že byly z ostrova Kapiti v následujících letech přemístěny desítky kiviů na jiné ostrovy, Ministerstvo památkové péče hodnotí jejich populaci jako stabilní.

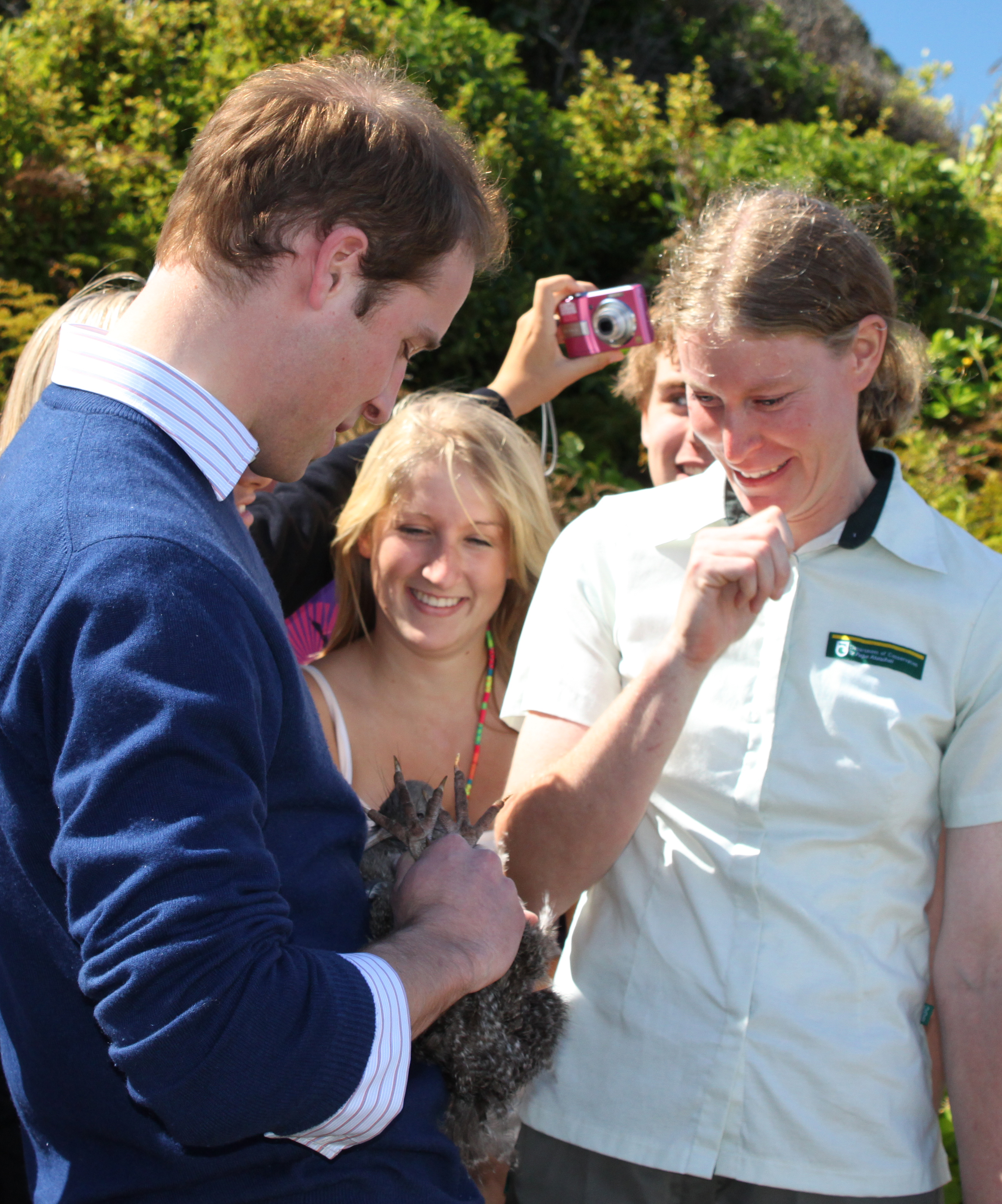
Princ William drží kiviho při návštěvě ostrova Kapiti

Kiviové Owenovi jsou také ohrožení nízkou genetickou diverzitou v populaci. Pokud se kiviové nevyskytují na ostrově Kapiti přirozeně a byli tam reintrodukováni, je možné, že celá současná populace kiviů Owenových pochází z pouhých 5 zakládajících členů. Inbrední deprese hrozí zejména populaci na ostrově Long, která stojí na pouhých 2 zakládajících členech. Podle výzkumu z roku 2017 představovalo 40 % kiviů z populace ostrova Long sourozence.
Další hrozbu pro kivie Owenovy představuje globální změna klimatu. Na ostrovech Tiritiri Matangi a Red Mercury byl v 10. letech 21. století zaznamenán pokles populace až o 20 %. Tento pokles je dáván do souvislosti se suchem v roce 2013, kdy první dva měsíce napadlo méně než 10 % srážek 30letého průměru. Ochranáři toho léta pozorovali několik kiviů, jak se bez zjevné příčiny prochází lesem uprostřed dne. Někteří z nich později zemřeli na následky dehydratace i přes převezení k ošetření do aucklandské zoo. Hlavní zdroj jídla i vody si kiviové berou z bezobratlých živočichů, kteří v období sucha zalézají hlouběji do země, kam kiviové neumí proniknout. Ohrožení suchem jsou zvláště jedinci s kratšími zobáky.

## Ochrana
Ministerstvo památkové péče považuje populaci kiviho Owenova za nacházející se na pokraji ohrožení. BirdLife International hodnotí populaci jako téměř ohroženou.
Klíčovým způsobem ochrany kiviů je jejich přemístění na ostrovy bez predátorů. Na těchto ostrovech se poměrně intenzivně hlídá, aby se tam predátoři nevrátili, protože např. hranostajové umí přeplavat až několikakilometrové vzdálenosti. V letech 2018–2028 probíhá zotavovací program pro všechny kiviovité pod patronací Ministerstva památkové péče. Pro kivie Owenovy jsou jedny z cílů geografické rozšíření populace, otestování, zda kiviové mohou přežít na novozélandské pevnině v neoplocených oblastech s intenzivním odchytem predátorů, a zajištění dostatečného počtu zakládajících členů nových populací pro udržení genetické diverzity.

## Vztah k lidem
Maorové cenili všechny druhy kiviů pro jejich jemné peří, které používali k výrobě plášťů zvaných kahukiwi či kakuhu. Nicméně podle analýzy 849 vzorků peří ze 109 kakuhu patřilo 99 % peří kivimu hnědému a pouze 2 vzorky peří (méně než 1 %) byly od kiviho Owenova.
Kiviové pro Maory představují taongu („posvátný klenot“), ke kterému mají silné spirituální, historické a emoční pouto. V roce 2018 Novozélandská rezervní banka vyrazila pamětní dolarové mince s podobiznou kiviho Owenova na pozadí ostrova Kapiti.